# تحفة النفيس
تحفة النفيس هو عمل أدبي ملايوي من تأليف راجا علي حاج بالأبجدية الجاوية صدر حوالى سنة 1866-1870. الكاتب من أصل ملايوي بوقسي. يسجل ويؤرخ الأحداث، وخاصة تلك التي حدثت في القرن التاسع عشر، والتي وقعت في العديد من الولايات الماليزية. ويشمل تأسيس دولة ترغكانو وقتل السلطان محمود شاه الثاني سلطان جوهر. تحفة النفيس يُقصد بها «الهبة الثمينة» في اللغة العربية.
يبدأ تحفة النفيس بملخص مأخوذ من السجلات التاريخية لملايو، ثم يروي تاريخًا أكثر تفصيلاً لسلطنة جوهر - رياو. في النصف الأول من تحفة النفيس يتكرر الحديث عن الصراع بين شعب المينانغكابو في رياو وبين قوات البوقس والملايويين. ويغطي النصف الثاني منتصف القرن الثامن عشر حتى عام 1864، ويظهر العداء المتزايد بين البوقس والملايويين في رياو، وغارتا شعب البوقس في ملقا ضد الهولنديين في 1756 و1784. انتهى الهجوم الأخير عندما وقع الهولنديون معاهدة مع سلطان رياو الذي اعترف بمملكة إقطاعية لشركة الهند الشرقية الهولندية.